# Mets de Guaynabo 2018 (pallavolo maschile)
Questa voce raccoglie le informazioni riguardanti i Mets de Guaynabo nelle competizioni ufficiali della stagione 2018.

## Organigramma societario
Area direttiva
- Presidente: Ramón Rosado

Area tecnica
- Primo allenatore: Luis Aponte

## Rosa
| N° | Nome              | Ruolo | Data di nascita  | Nazionalità sportiva |
| -- | ----------------- | ----- | ---------------- | -------------------- |
| 1  | Edgardo Goás      | P     | 27 gennaio 1989  | Porto Rico           |
| 2  | Juan Carlos Ribas | S     | 8 settembre 1993 | Porto Rico           |
| 3  | Pablo Guzmán      | S     | 2 giugno 1987    | Porto Rico           |
| 4  | Carlos Faccio     | P     | 14 aprile 1994   | Porto Rico           |
| 5  | Gabriel Rosado    | P     | 20 ottobre 1995  | Porto Rico           |
| 6  | Derwin Flores     | C     | -                | Porto Rico           |
| 7  | Fernando Morales  | P     | 4 febbraio 1982  | Porto Rico           |
| 8  | Jonathan King     | C     | 12 agosto 1982   | Porto Rico           |
| 9  | Pedro Molina      | S     | 7 aprile 1999    | Porto Rico           |
| 10 | Luis Bertrán      | L     | 22 agosto 1994   | Porto Rico           |
| 11 | Steven Morales    | C/O   | 7 aprile 1992    | Porto Rico           |
| 12 | Maurice Torres    | O     | 6 luglio 1991    | Porto Rico           |
| 13 | Sequiel Sánchez   | S     | 24 marzo 1990    | Porto Rico           |
| 14 | Brian Negrón      | P     | 15 febbraio 1996 | Porto Rico           |
| 15 | Erick Ramos       | S     | 16 marzo 1996    | Porto Rico           |
| 15 | Inovel Romero     | S     | 28 gennaio 1995  | Porto Rico           |
| 16 | Ramón Burgos      | C     | 15 gennaio 1993  | Porto Rico           |
| 24 | Arnel Cabrera     | L     | 11 ottobre 1994  | Porto Rico           |

## Mercato
| Acquisti | Acquisti          | Acquisti              | Acquisti   |
| R.       | Nome              | da                    | Modalità   |
| -------- | ----------------- | --------------------- | ---------- |
| S        | Pablo Guzmán      | VKP Nitra             | definitivo |
| P        | Carlos Faccio     | Gigantes de Carolina  | definitivo |
| C        | Derwin Flores     | Gigantes de Carolina  | definitivo |
| L        | Luis Bertrán      | Team Pineapple        | definitivo |
| C/O      | Steven Morales    | Odolena Voda          | definitivo |
| S        | Sequiel Sánchez   | Universitatea Craiova | definitivo |
| P        | Brian Negrón      | George Mason          | definitivo |
| S        | Erick Ramos       | Cafeteros de Yauco    | definitivo |
| P        | Edgardo Goás      | Łuczniczka Bydgoszcz  | definitivo |
| S        | Juan Carlos Ribas | -                     | definitivo |
| P        | Fernando Morales  | -                     | definitivo |
| O        | Maurice Torres    | ZAKSA                 | definitivo |
| S        | Inovel Romero     | Metropolitana         | definitivo |

| Cessioni | Cessioni          | Cessioni             | Cessioni   |
| R.       | Nome              | a                    | Modalità   |
| -------- | ----------------- | -------------------- | ---------- |
| S        | Roberto Pérez     | -                    | definitivo |
| P        | Roberto Ramírez   | -                    | definitivo |
| C        | Enrique Escalante | -                    | ritirato   |
| O        | Dimar López       | -                    | ritirato   |
| C        | Jassiel Cruz      | -                    | definitivo |
| S        | Alexander Robles  | Llaneros de Toa Baja | definitivo |
| P        | Howard García     | -                    | definitivo |
| S        | Edgardo Cartagena | Cafeteros de Yauco   | definitivo |
| P        | Carlos Faccio     | -                    | definitivo |
| C        | Derwin Flores     | -                    | definitivo |
| S        | Erick Ramos       | -                    | definitivo |

## Risultati

### LVSM

#### Regular season
| 1ª giornata - 19 maggio 2018 Coliseo Mario Morales, Guaynabo       | Mets de Guaynabo     | 3 - 0 | Cafeteros de Yauco   | [ 3 ]                      |
| 2ª giornata - 23 maggio 2018 Coliseo Mario Morales, Guaynabo       | Mets de Guaynabo     | 3 - 2 | Changos de Naranjito | [ 3 ]                      |
| 3ª giornata - 26 maggio 2018 Coliseo Antonio R. Barceló, Toa Baja  | Llaneros de Toa Baja | 0 - 3 | Mets de Guaynabo     | 23-25, 22-25, 18-25        |
| 4ª giornata - 27 maggio 2018 Coliseo Rafael Llull Pérez, Adjuntas  | Gigantes de Adjuntas | 1 - 3 | Mets de Guaynabo     | 23-25, 25-19, 20-25, 20-25 |
| 5ª giornata - 1º giugno 2018 Coliseo Rafael Llull Pérez, Adjuntas  | Gigantes de Adjuntas | 1 - 3 | Mets de Guaynabo     | 21-25, 25-27, 25-22, 23-25 |
| 6ª giornata - 3 giugno 2018 Coliseo Mario Morales, Guaynabo        | Mets de Guaynabo     | 1 - 3 | Llaneros de Toa Baja | 13-25, 18-25, 25-23, 18-25 |
| 7ª giornata - 5 giugno 2018 Coliseo Raúl "Pipote" Oliveras, Yauco  | Cafeteros de Yauco   | 1 - 3 | Mets de Guaynabo     | 21-25, 15-25, 25-21, 18-25 |
| 8ª giornata - 7 giugno 2018 Coliseo Mario Morales, Guaynabo        | Mets de Guaynabo     | 3 - 1 | Cafeteros de Yauco   | 25-18, 25-22, 23-25, 25-23 |
| 9ª giornata - 15 giugno 2018 Coliseo Gelito Ortega, Naranjito      | Changos de Naranjito | 0 - 3 | Mets de Guaynabo     | 12-25, 23-25, 20-25        |
| 10ª giornata - 17 giugno 2018 Coliseo Mario Morales, Guaynabo      | Mets de Guaynabo     | 3 - 1 | Changos de Naranjito | 21-25, 25-19, 25-18, 25-19 |
| 11ª giornata - 19 giugno 2018 Coliseo Gelito Ortega, Naranjito     | Changos de Naranjito | 3 - 1 | Mets de Guaynabo     | 25-22, 25-16, 18-25, 25-21 |
| 12ª giornata - 22 giugno 2018 Coliseo Mario Morales, Guaynabo      | Mets de Guaynabo     | 0 - 3 | Llaneros de Toa Baja | 23-25, 17-25, 16-25        |
| 13ª giornata - 28 giugno 2018 Coliseo Antonio R. Barceló, Toa Baja | Llaneros de Toa Baja | 3 - 0 | Mets de Guaynabo     | 25-23, 30-28, 25-22        |
| 14ª giornata - 30 giugno 2018 Coliseo Mario Morales, Guaynabo      | Mets de Guaynabo     | 3 - 1 | Gigantes de Adjuntas | 25-19, 10-25, 25-20, 28-26 |
| 15ª giornata - 4 luglio 2018 Coliseo Raúl "Pipote" Oliveras, Yauco | Cafeteros de Yauco   | 0 - 3 | Mets de Guaynabo     | 18-25, 15-25, 19-25        |
| 16ª giornata - 5 luglio 2018 Coliseo Mario Morales, Guaynabo       | Mets de Guaynabo     | 3 - 1 | Gigantes de Adjuntas | 16-25, 25-22, 25-20, 25-20 |

#### Play-off
| Semifinali (gara 1) - 8 luglio 2018 Coliseo Mario Morales, Guaynabo   | Mets de Guaynabo     | 3 - 0 | Changos de Naranjito | 25-23, 25-17, 34-32               |
| Semifinali (gara 2) - 11 luglio 2018 Coliseo Gelito Ortega, Naranjito | Changos de Naranjito | 0 - 3 | Mets de Guaynabo     | 23-25, 18-25, 20-25               |
| Semifinali (gara 3) - 12 luglio 2018 Coliseo Mario Morales, Guaynabo  | Mets de Guaynabo     | 3 - 0 | Changos de Naranjito | 31-29, 25-17, 25-21               |
| Semifinali (gara 4) - 14 luglio 2018 Coliseo Gelito Ortega, Naranjito | Changos de Naranjito | 2 - 3 | Mets de Guaynabo     | 28-26, 13-25, 25-22, 19-25, 13-15 |
| Finale (gara 1) - 17 luglio 2018 Coliseo Mario Morales, Guaynabo      | Mets de Guaynabo     | 2 - 3 | Gigantes de Adjuntas | 22-25, 19-25, 25-18, 30-28, 9-15  |
| Finale (gara 2) - 18 luglio 2018 Coliseo Rafael Llull Pérez, Adjuntas | Gigantes de Adjuntas | 0 - 3 | Mets de Guaynabo     | 20-25, 20-25, 21-25               |
| Finale (gara 3) - 20 luglio 2018 Coliseo Rafael Llull Pérez, Adjuntas | Gigantes de Adjuntas | 3 - 1 | Mets de Guaynabo     | 32-30, 20-25, 25-22, 25-22        |
| Finale (gara 4) - 21 luglio 2018 Coliseo Mario Morales, Guaynabo      | Mets de Guaynabo     | 3 - 0 | Gigantes de Adjuntas | 25-18, 25-16, 25-23               |
| Finale (gara 5) - 8 luglio 2018 Coliseo Mario Morales, Guaynabo       | Mets de Guaynabo     | 3 - 1 | Gigantes de Adjuntas | 21-25, 25-17, 25-23, 25-20        |
| Finale (gara 6) - 10 luglio 2018 Coliseo Rafael Llull Pérez, Adjuntas | Gigantes de Adjuntas | 0 - 3 | Mets de Guaynabo     | 23-25, 21-25, 20-25               |

## Statistiche

### Statistiche di squadra
| Competizione | Punti | In casa | In casa | In casa | In trasferta | In trasferta | In trasferta | Totale | Totale | Totale |
| Competizione | Punti | G       | V       | P       | G            | V            | P            | G      | V      | P      |
| ------------ | ----- | ------- | ------- | ------- | ------------ | ------------ | ------------ | ------ | ------ | ------ |
| LVSM         | 35    | 13      | 10      | 3       | 13           | 10           | 3            | 26     | 20     | 6      |
| Totale       | -     | 13      | 10      | 3       | 13           | 10           | 3            | 26     | 20     | 6      |

G = partite giocate; V = partite vinte; P = partite perse